# Siopla
Siopla là một chi bướm đêm thuộc họ Geometridae.